# Schlacht bei Ponte Novu
Die Schlacht bei Ponte Novu ereignete sich am 9. Mai 1769 in Korsika an der Brücke Ponte Novu über den Fluss Golo im Weiler Ponte Novu auf dem Gebiet der heutigen Gemeinde Castello-di-Rostino. Der Sieg der französische Truppen über die Korsen sicherte den Besitz Frankreichs über die Insel. 
Im Jahr 1729 begannen auf der Insel Korsika mehrjährige Aufstände gegen die Herrschaft der Genuesen. 1755 wurde die staatliche Unabhängigkeit Korsikas ausgerufen. Unter Führung von Pasquale Paoli gaben sich die Korsen eine demokratische Verfassung. Daraufhin verkaufte Genua die Insel an den französischen König Louis XV. Pasquale Paoli führte die Korsen gegen die Franzosen unter der Führung von Noël de Jourda. 
Rund um den gebrochenen Brückenbogen der Ponte Novu gestalten die Einwohner von Ponte Novu an jedem Jahrestag der Schlacht eine Gedenkzeremonie.
In Ponte Novu befindet sich ein Museum, das Pasquale Paoli gewidmet ist.